# WK League
La WK League è il massimo campionato sudcoreano di calcio femminile ed è organizzato dalla Federazione calcistica della Corea del Sud (KFA) e dalla Federazione Coreana di Calcio Femminile (KWFF). La stagione si estende da aprile a ottobre, per un totale di 28 giornate.
Dalla fondazione della WK League nel 2009, 3 club si sono aggiudicati il Titolo: Hyundai Red Angels (9), Goyang Daekyo (3), e Suwon UDC (1).

## Format del campionato
Le 8 squadre del campionato si scontrano 4 volte nel corso della stagione, due in casa e due in trasferta. Le partite si giocano solitamente il lunedì e il giovedì sera. Al termine delle 28 giornate della stagione si tengono i playoff: la seconda e la terza squadra in classifica si sfidano in una semifinale playoff secca, con la vincente che va a scontrare, in una finale su doppia sfida denominata WK League Championship, la squadra che al termine della stagione si è classificata prima. La vincitrice della finale viene incoronata campione.
La WK League è l'unica lega femminile professionistica nel Paese, per cui non sono previste retrocessioni.

## Squadre (2021)
| Squadra            | Città       | Posizione nel 2020 |
| ------------------ | ----------- | ------------------ |
| Boeun Sangmu       | Boeun       | 8°                 |
| Changnyeong        | Changnyeong | 5°                 |
| Gyeongju KHNP      | Gyeongju    | 2°                 |
| Hwacheon KSPO      | Hwacheon    | 4°                 |
| Hyundai Red Angels | Incheon     | 1°                 |
| Sejong Sportstoto  | Sejong      | 6°                 |
| Seoul              | Seul        | 7°                 |
| Suwon UDC          | Suwon       | 3°                 |

## WK League Championship
La seguente lista comprende tutte le Finali del Campionato, giocate su doppia partita. Non c'è la regola dei gol fuori casa.
| Anno | Campione                                | Risultato aggregato | Secondo             | Andata | Ritorno   |
| ---- | --------------------------------------- | ------------------- | ------------------- | ------ | --------- |
| 2009 | Daekyo KangaroosR                       | 2-0                 | Hyundai Red Angels  | 1-0    | 1-0       |
| 2010 | Suwon Facilities Management Corporation | 2-1                 | Hyundai Red AngelsR | 0-1    | 2-0       |
| 2011 | Goyang DaekyoR                          | 5-3                 | Hyundai Red Angels  | 2-2    | 3-1       |
| 2012 | Goyang DaekyoR                          | 3-2                 | Hyundai Red Angels  | 0-1    | 3-1       |
| 2013 | Hyundai Red AngelsR                     | 4-2                 | Seoul               | 1-1    | 3-1       |
| 2014 | Hyundai Red AngelsR                     | 1-0                 | Goyang Daekyo       | 1-0    | 0-0       |
| 2015 | Hyundai Red AngelsR                     | 1-1 (rig.)          | Icheon Daekyo       | 0-0    | 1-1       |
| 2016 | Hyundai Red AngelsR                     | 4-0                 | Icheon Daekyo       | 0-0    | 4-0       |
| 2017 | Hyundai Red AngelsR                     | 6-0                 | Hwacheon KSPO       | 3-0    | 3-0       |
| 2018 | Hyundai Red AngelsR                     | 4-4 (3-1 dtr)       | Gyeongju KHNP       | 0-3    | 4-1 (dts) |
| 2019 | Hyundai Red AngelsR                     | 1-0                 | Suwon UDC           | 0-0    | 1-0       |
| 2020 | Hyundai Red AngelsR                     | 2-0                 | Gyeongju KHNP       | 0-0    | 2-0       |
| 2021 | Hyundai Red AngelsR                     | 2-1                 | Gyeongju KHNP       | 1-1    | 1-0       |
| 2022 | Hyundai Red Angels                      | 2-0                 | Gyeongju KHNP       | 0-0    | 2-0       |
| 2023 | Hyundai Red Angels                      | 7-4                 | Suwon UDC           | 1-3    | 6-2       |
| 2024 | Suwon UDC                               | 3-2                 | Hwacheon KSPO       | 2-0    | 1-2       |

- R indica la squadra classificatasi prima al termine della Regular Season.